# Palma Escrita (Las Marías)
Palma Escrita es un barrio ubicado en el municipio de Las Marías en el estado libre asociado de Puerto Rico. En el Censo de 2010 tenía una población de 507 habitantes y una densidad poblacional de 39,1 personas por km².

## Geografía
Palma Escrita se encuentra ubicado en las coordenadas 18°13′34″N 66°57′55″O / 18.22611, -66.96528. Según la Oficina del Censo de los Estados Unidos, Palma Escrita tiene una superficie total de 12.97 km², que corresponden a tierra firme.

## Demografía
Según el censo de 2010, había 507 personas residiendo en Palma Escrita. La densidad de población era de 39,1 hab./km². De los 507 habitantes, Palma Escrita estaba compuesto por el 83.83% blancos, el 6.71% eran afroamericanos, el 1.18% eran amerindios y el 8.28% eran de otras razas. Del total de la población el 99.8% eran hispanos o latinos de cualquier raza.